# Rhipsalis aurea
A Rhipsalis aurea egy brazíliai esőerdei kaktuszfaj, mely a közelmúltban került elő Rio de Janeiro állam területéről.

## Jellemzői
A Rhipsalis aurea faj egy 60–80 cm hajtáshosszúságúra növő, epifitikus vagy epilithikus növény, hajtásain nem hordoz járulékos gyökereket. Hajtásai lecsöngőek, csak a fiatal, tőből eredő hajtások egyenesednek fel. Elágazódási típusa szubakroton (csúcs alatti) vagy mezoton (szárközépből eredő).
Az egyes hajtásszegmensek hengeresek, a primer hajtások korlátlan növekedésűek. A bazális szegmensek 150–450 mm hosszúak, 4–6 mm átmérőjűek, kezdetben felegyenesedők, idősen elfásodnak. A szekunder hajtásszegmensek 140–200 mm hosszúak, 3,7-4,7 mm átmérőjűek, fiatalon szintén felegyenesedhetnek, azonban mindvégig szukulensek maradnak, színük mélyzöld. A tercier hajtások apró hajtásszegmensekből állnak, korlátozott növekedésűek, 2–9 mm hosszúak és 1,2–3 mm keresztmetszetűek, mindig lecsüngőek, szukkulensek, színük mélyzöld. Areolái 0,5 mm átmérőjűek, zöldek, vagy vörösen/barnásan színezettek, egy vagy két max. 1 mm hosszú háromélű pikkelylevéllel övezettek. A fiatal szegmenseken gyenge szőrözöttség figyelhető meg, mely az idősebb szegmensekről eltűnik.
Harang alakú virágai 2 mm-nél kisebbek, areolánként egyesével jelennek meg. Éjjel nyílnak, nem illatosak, többnyire a hajtás csúcsi részén, néha a hajtások oldalán végighaladva. A perikarpium 0,2-0,4 mm átmérőjű, zöld vagy sárgás színű, bordákkal tagolt. A lepellevelek aranysárgák, lekerekítettek, a külsők hegyezettek, a virágtól elállók. Porzószálai sárgák, négyszögletűek, két csoportban állnak, melyek közül a külsők szétállók, míg a belsők csüngők, 4–7 mm hosszúak, a portok 0,5-0,6 mm nagyságú. A bibe 8 mm hosszú, sárga, a csúcsa 4-6 bibeszálra oszlik.
Termése nem szőrözött, éretlen állapotban lapított gömb, feketészöld színű, éretten gömb vagy körte alakú, áttetsző zöld, 6–8 mm nagyságú.

## Elterjedése
Öt gyűjtött példány alapján ismert faj, mely három helyen fordul elő Três Picos State Park területén a brazíliai Nova Friburgo városában (Rio de Janeiro állam). Élőhelyei 1200–1700 m tengerszint feletti magasságban elhelyezkedő atlantikus erdők.

## Rokonsági viszonyai
Az Erythrorhipsalis subgenus tagja.